# 林宗明
林 宗明（はやし むねあき、1927年7月26日-2009年4月29日）は、日本の工学者。京都大学名誉教授。専門は電力工学。正四位瑞宝中綬章。

## 経歴
宮崎県出身。鹿児島県立第二鹿児島中学校 (旧制)を経て、1948年に第七高等学校造士館 (旧制)理科を卒業し、京都大学工学部電気工学科に入学。1952年3月に同学科を卒業して住友電気工業株式会社に勤務した後、1955年に京都大学に転職して工学部電気工学科発送配電研究室（大久保達郎教授）の助手となる。その後、講師を経て、1959年4月1日に助教授に就任。大久保教授が1963年11月9日に退官したため発送配電研究室を引き継ぎ、1967年5月1日に教授に昇任。1986年、その研究活動によって電気学会電力賞を受賞。1991年3月末日、京都大学教授を定年退官し、同4月1日付けで名誉教授。
学会においては、電気学会関西支部評議員、関西支部長、放電および電力技術委員会委員、国際AI電力応用会議論文委員長などを歴任。

## 研究
電気エネルギーの利用や輸送の効率について特に研究し、電力系統の潮流問題や安定度問題、系統絶縁問題に精力的に取り組んだ。また、他大学の共同研究者として九州大学の赤崎正則、名古屋大学の堀井憲爾、東京大学の河村達雄らがいる。